# Йохан Готфрид фон Клам
Йохан Готфрид Пергер фон Клам (на немски: Johann Gottfried Freiherr von Clam; * 2 април 1598; † 8/9 август 1673) е фрайхер от род Клам в Горна Австрия. Той е издигнат на 22 ноември 1655 г. на фрайхер. Наричан е „Restaurator familiae“.

## Живот
Той е син на Ханс Енох Пергер фон Клам († 1617) и съпругата му Анна Чаритас фон Залбург, дъщеря на фон Залбург и Барбара Шпилер фон Метенберг. Внук е на Кристоф Пергер цу Клам († 1581) и Маргарета фон Полхингер († 1586). Правнук е на Кристоф Пергер цу Клам († 1534) и Валбурга фон Ропинген.
От 1610 до 1611 г. Йохан Готфрид посещава протестантското латинско училище в Щайр. На 30 август 1611 г. посещава училище в Линц. През 1614 г. той отива в Тюбинген, за да посещава прочутото училище за благородници.
През Тридесетгодишната война фамилията има своя частна войска за защита на замък Клам. Замъкът и селото много пъти са обсаждани, но противниковите войски никога не успяват да завладеят замъка. През средата на 17 век, когато войната приключва, замъкът е в много лошо състояние.
Благодарение на много богата си съпруга Анна Сибила от 1640 г. Йохан Готфрид фон Клам реновира целия дворец и помага на жителите на селото Клам (1637). Той превръща крепостта в комфортен дворец, който днес може да се види. Около 1636 г. той разширява кулата, създава двор с триетажна пергола, в капелата (1641) поставя готически картини, и създава музей с оръжие. Той построява също една църква (1659), болница и водопроводни канали за жителите на селото и им дава обратно старите свободи.
Йохан Готфрид фон Клам е издигнат от император Фердинанд III през 1636 г. на „едлер хер цу Клам“ и на 22 ноември 1655 г. на фрайхер. През 1640 г. той става католик. През 1665 г. той пише фамилна хроника, в която разказва за преживяванията на фамилията през Тридесетгодишната война.
Съпругата му Анна Сибила фон Кагенек умира на 9 ноември 1662 г. на 60 години. Йохан Готфрид фон Клам умира на 9 август 1673 г. на 75 години.
Внукът му Йохан Кристоф фон Клам (1702 – 1778) е издигнат на граф през 1759 г.

## Фамилия
Йохан Готфрид фон Клам се жени за графиня Анна Сибила фон Кагенек (* 1602, дворец Лихтенау; † 9 ноември 1662, Хьодерсхофен), дъщеря на Мориц фон Кагенек († 1607) и Доротея Райтнер. Те имат 12 деца, между тях един син:
- Ханс Кристоф Пергер фон Клам (* ок. 1620; † февруари 1697), фрайхер, женен за Мария Елизабет фон Тюрхайм (* 18 март 1625), дъщеря на фрайхер Йохан Кристоф фон Тюрхайм (1589 – 1634) и Мария Анна Марта фон Тауфкирхен (1595 – 1661).